# سامانه مدیریت اقامتگاه
سامانه مدیریت اقامتگاه که به عنوان PMS و یا سیستم عامل هتل (Hotel OS) شناخته می‌شود، یک عبارت کسب‌وکاری است که در صنعت گردشگری استفاده می‌شود. این سامانه‌ها در واقع نرم‌افزارهای کامپیوتری هستند که فرایند مدیریت اقامتگاه‌ها را شامل زنجیره‌های بزرگ هتلی، هتل‌های مستقل، خانه‌های مسافر (مسافرخانه‌ها) یا بوم‌گردی‌ها را آسان می‌کنند. این سامانه‌ها روش‌های کاغذی سنتی را که سنگین و ناکارآمد بودند را جایگزین کردند. این سامانه‌ها بیشتر به عنوان یک نرم‌افزار کلاینت/سرور ارائه می‌شوند. نسل جدید این نرم‌افزارها از تکنولوژی‌های ابری استفاده می‌کنند که به صورت نرم‌افزار به عنوان یک سرویس (SaaS) ارائه می‌شوند.

## صنعت گردشگری
- اولین سامانه‌های مدیریت اقامتگاه در صنعت گردشگری در دهه ۱۹۸۰ در بازار به وجود آمدند.[۱] در هتل‌ها، یک سامانه مدیریت اقامتگاه که به اسم PMS نیز شناخته می‌شود، یک نرم‌افزار جامع هست که تمامی فعالیت‌های فرآنت‌آفیس، فروش، برنامه‌ریزی، گزارش‌گیری و غیره را پوشش می‌دهد. این سامانه عملیات‌هایی نظیر رزرو میهمان، جزئیات میهمان، رزرو آنلاین، ثبت تراکنش، فروش و بازاریابی، رستوران و کافی‌شاپ و دیگر سرویس‌های هتل را خودکار می‌کند. سامانه مدیریت هتل ممکن است با راه‌حل‌های ارائه شده توسط اشخاص ثالث مانند سامانه مرکزی رزرواسیون (CRS)، موتور رزرواسیون (وب‌سایت رزرو آنلاین هتل)، نرم‌افزارهای مدیریت مالی و امور اداری، قفل در، تلویزیون‌های تعاملی یا دستگاه‌های پرداخت ارتباط برقرار کند.[۲]
- با پیشرفت رایانش ابری، سامانه‌های مدیریت اقامتگاه توانایی‌های خود را به سمت سرویس‌های جدید آنلاین گسترش داده‌اند. این سرویس‌های جدید شامل ثبت آنلاین ورود میهمان، خدمات آنلاین اتاق، ارتباط با کارکنان هتل و غیره می‌شود. این کاربری‌های جدید عموماً توسط میهمانان بر روی دستگاه‌های موبایل استفاده می‌شود.
- یک PMS خوب باید اطلاعات کلیدی که نشان دهنده عملکرد کسب‌وکاری هتل هستند را به صورت دقیق گزارش کنند. این اطلاعات شامل میانگین قیمت روزانه، درآمد به ازای اتاق‌های موجود (RevPAR) یا میزان درصد اشغالی در طول زمان است. برای انتخاب یک PMS خوب، شما باید فاکتورهای کاربردی مانند رتبه ی آن PMS، اتوماتیک بودن پروسه، سیستم تمریز کردن اقامتگاه و استفاده ی آسان از این سیستم را مد نظر قرار بدهید. [۳]